# João Melo
Aníbal João da Silva Melo (Luanda, 5 de Setembro de 1955) é um escritor e jornalista angolano.

## Biografia
João Melo estudou Direito em Portugal e em Angola. Licenciou-se em comunicação social e fez o mestrado em comunicação e cultura no Rio de Janeiro.
Como jornalista profissional, trabalhou na Rádio Nacional de Angola, no Jornal de Angola e na Agência Angola Press, além da Secção de Informação Internacional do MPLA. Entre 2017 e 2019 foi Ministro das Telecomunicações, Tecnologias de Informação e Comunicação Social.
Membro fundador da União dos Escritores Angolanos, actuou neste órgão como secretário-geral e presidente da Comissão Directiva. Actualmente, dirige uma agência de comunicação privada.

## Obras

### Poesia
- Definição (1985)
- Fabulema (1986)
- Poemas Angolanos (1989)
- Tanto Amor (1989)
- Canção do Nosso Tempo (1991)
- O caçador de nuvens (1993)
- Limites e Redundâncias (1997)
- A luz mínima (2004)
- Todas as palavras (2006)
- Autorretrato (2007)
- Novos poemas de amor (2009)
- Cântico da terra e dos homens. Lisboa: Editorial Caminho, 2010. ISBN 9789722121323
- Amor: poesia. Editorial Caminho, 2015.
- Polis, poiesis: poesia. Editorial Caminho, 2016.
- Exercícios e linguagens: poesia. Editorial Caminho, 2023.
- Tirem o joelho do nosso pescoço. Editorial Exclamação, 2024.

### Outras obras
Narrativa:
- Imitação de Sartre & Simone de Beauvoir (1998)
- Filhos da Pátria (2001)

Esta obra compreende em dez contos, nos quais são narrados eventos referentes a Angola pós-independente. Esse território apresenta filhos com suas particularidades, num espaço tão singular que é a periferia de Luanda, ou seja, os musseques. Moradores de casas de areia, esses seres oprimidos vivem à margem da sociedade, buscando meios de sobreviver ao processo político- econômico excludente.
O autor dá destaque a esses meios de sobrevivência. Realiza esse feito denunciando as práticas marginais dos sujeitos de sua história.
- The Serial Killer e outros contos risíveis ou talvez não. Lisboa: Editorial Caminho, 2004. ISBN 9789722116060
- O dia em que o Pato Donald comeu a Margarida pela primeira vez. Lisboa: Editorial Caminho, 2006. ISBN 9789722117739
- O homem que não tira o palito da boca. Lisboa: Editorial Caminho, 2009. ISBN 9789722120777
- Os marginais e outros contos (destructivas evidÊncias supostamente irrefutáveis). Editorial Caminho, 2013.
- O dia em que Charles Bossangwa chegou à América: contos. Editorial Caminho, 2020.
- Será este livro um romance? Editorial Caminho, 2022.
- O acumulador. Editorial Caminho, 2024.

Traduções:
- L'uomo dallo stecchino in bocca. Trad. Donatella Orioli. Perugia: Edizioni dell'Urogallo, 2010.
- El hombre que no se saca el palillo de la boca. Trad. Aurora Fibla. Havana: Editorial José Martí, 2012.
- Il giorno in cui Paperino s'è fatto per la prima volta Paperina: 18 storie quasi post-moderne. Trad. Marco Bucaioni. Perugia: Edizioni dell'Urogallo, 2017.
- The serial killer e altri racconti risibili o anche no. Trad. Viola Mariotti. Perugia: Edizioni dell'Urogallo, 2017.
- And Suddenly The Flowers Withered and Other Stories: Tales of Angola. Trad. Clifford E. Landers. Europa Edizioni Srl, 2023.
- Angola is Wherever I Plant My Field. Trad. Luísa Venturini. Chicago: Iskanchi, 2024.

Ensaio jornalístico:
- Jornalismo e Política (1991)